# Autochloris cuma
Autochloris cuma là một loài bướm đêm thuộc phân họ Arctiinae, họ Erebidae.